# Stenhelia madrasensis
Stenhelia madrasensis är en kräftdjursart som beskrevs av Wells 1971. Stenhelia madrasensis ingår i släktet Stenhelia och familjen Diosaccidae. Inga underarter finns listade i Catalogue of Life.